# 南蘇丹簽證政策
南苏丹的访客必须从南苏丹的一个驻外机构处获得签证，除非他们是南苏丹人，或者来自其公民有资格在抵达时获得落地签的国家之一。

## 签证政策地图

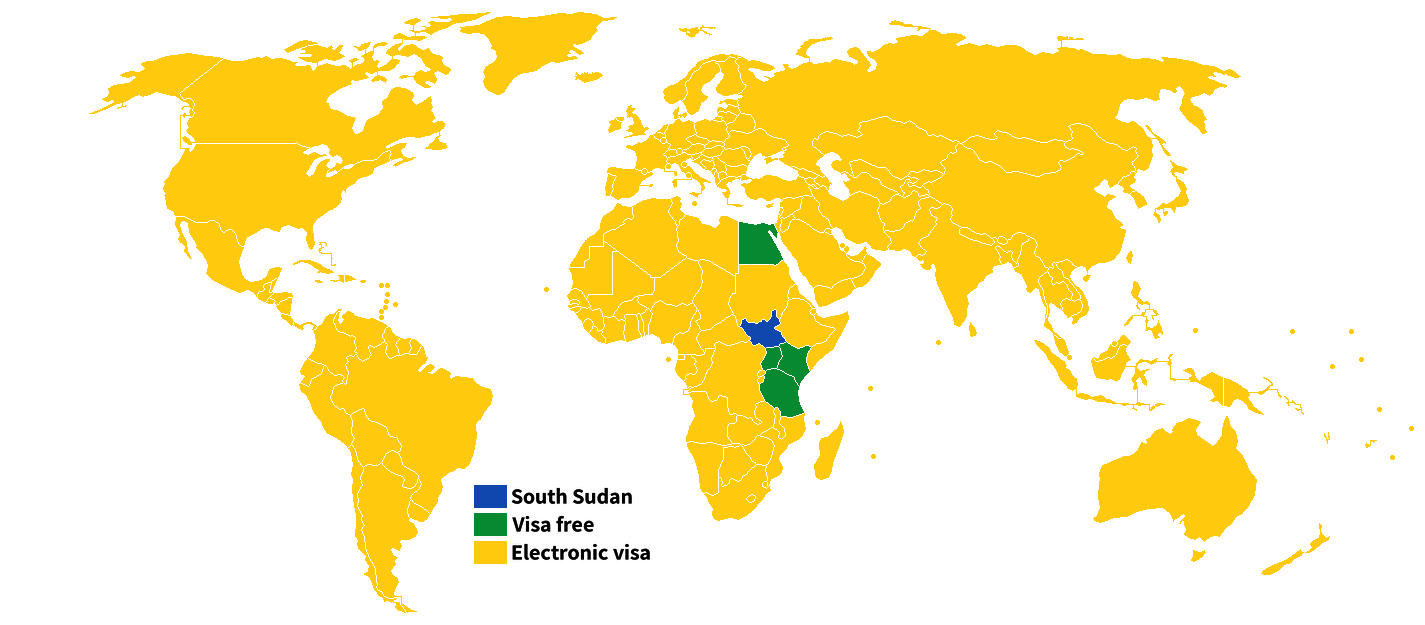
南苏丹签证政策

## 概览
在南苏丹独立之前，苏丹南方救济和恢复委员会事实上控制了进入南苏丹的口岸。所以喀土穆方面法律要求访客获得苏丹签证。
据报道，截至2011年11月，南苏丹每天向埃塞俄比亚人签发一百份签证。2011年12月，在南苏丹工作的外国人被要求重新在外国人事务部注册并获得新的签证贴纸。2012年4月，南苏丹宣布苏丹公民也需在10月的最后期限前申请签证；同样，苏丹也开始将南苏丹公民视为外国人并要求其申请签证。此外，于同月还有报告称，在该国工作的外籍人士每月需要支付50美元的签证费。

## 落地签
以下国家的公民有资格在抵达时获得落地签，费用在50美元至100美元之间：
| - 衣索比亞 - 卢旺达 - 坦桑尼亚 - 乌干达 |

落地签也授予持有联合国签发的身份证复印件，并获得南苏丹外交部许可的人士。
2015年12月，南苏丹总统宣布，东非共同体国家－布隆迪、肯尼亚、卢旺达、坦桑尼亚和乌干达-的公民将不再需要南苏丹的签证。
任何国家的外交、公务、因公和特殊护照持有人可在抵达时获得落地签。